# Rhinomorinia
Rhinomorinia is een geslacht van insecten uit de familie van de afvalvliegen (Heleomyzidae), die tot de orde tweevleugeligen (Diptera) behoort.

## Soort
- R. sarcophagina (Schiner, 1862)